# Jurij Maslakov
Jurij Aleksandrovič Maslakov (in russo Юрий Александрович Маслаков?; Novošachtinsk, 5 aprile 1957) è un ex calciatore ed ex giocatore di calcio a 5 russo e precedentemente sovietico.

## Carriera
Come massimo riconoscimento in carriera vanta la partecipazione al FIFA Futsal World Championship 1992 in cui la nazionale russa di calcio a 5 è stata eliminata nel girone del primo turno comprendente  Spagna, Stati Uniti e Cina.

## Palmarès

### Calcio a 5
- Campionato della CSI: 1
Dina Mosca: 1992
- Campionato russo: 1
Dina Mosca: 1992-93